# Kobeniak

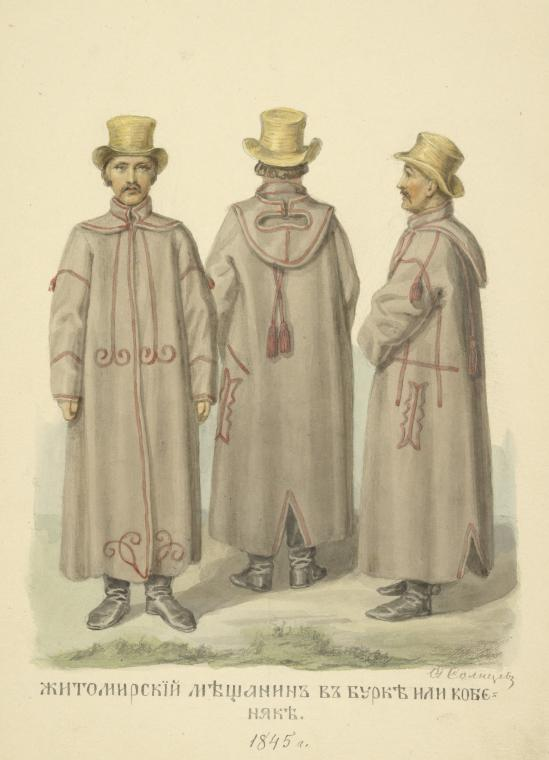
Un habitant de Jytomyr portant une bourka ou un kobeniak, gravure de 1845.

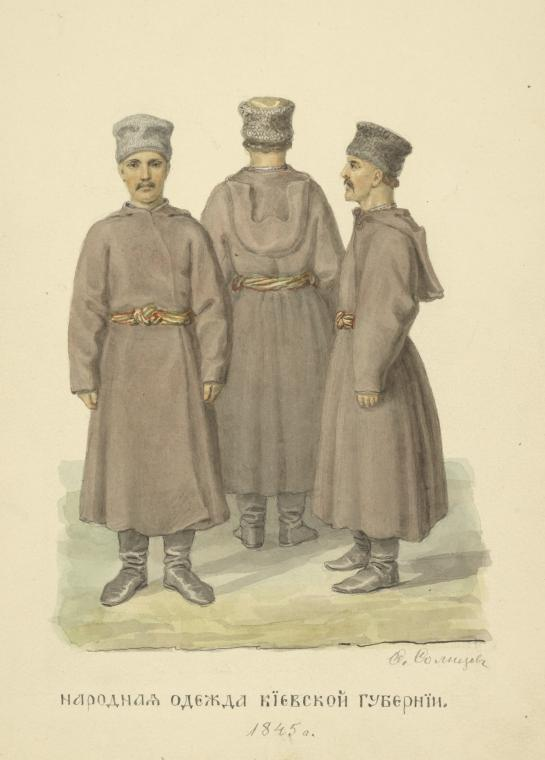
Costume traditionnel du gouvernement de Kiev, gravure de 1845.

Le kobeniak (en ukrainien : Кобеняк) est un manteau ou pardessus masculin traditionnel ukrainien. Des termes apparentés sont le hongrois köpönyeg et le polonais kopiéniak, tous ces termes étant dérivés du vêtement turc kepenek, qui désigne un manteau de berger. Le kobeniak est aussi appelé bourka, kireïa, ou siriak (бурка, кирея, сіряк).
Un kobeniak était le vêtement le plus large, de sorte qu'il pouvait être porté même par-dessus un kojoukh (manteau de fourrure). Un trait distinctif est une capuche qui pouvait recouvrir la quasi-totalité du visage, avec une découpe pour les yeux et éventuellement pour la bouche, qui peut être repliée.